# Marita Napier
Marita Napier (* Johannesburgo, 1939-† Ciudad del Cabo, 2004) fue una soprano sudafricana especializada en Wagner y Strauss.
Junto con Elizabeth Connell, Johan Botha y Deon van der Walt integra el grupo de famosos cantantes de ópera emergidos de Sudáfrica.
Se formó en Alemania, desempeñándose con éxito en la década de 1970 en teatros alemanes como Munich, Berlín, Hamburgo, Hannover, Düsseldorf y posteriormente en La Scala, Viena, Paris, Verona, Aix, Festival de Bayreuth, Metropolitan Opera, Teatro Colón, Covent Garden, Varsovia, etc.
Se destacó como Crisótemis, Elettra, Senta, Elisabeth, Elsa, Ortrud, Kostelnicka, Tosca, Leonora, Brunilda, Siglinda y otras.